# Pangio apoda
Pangio apoda is een straalvinnige vissensoort uit de familie van de modderkruipers (Cobitidae). De wetenschappelijke naam van de soort is voor het eerst geldig gepubliceerd in 2007 door Britz & Maclaine.